# Замок Шато де Рео
Замок Шато де Рео розташований у муніципалітеті Шузе-сюр-Луар, у департаменті Ендр і Луара в регіоні Центр — Долина Луари. З 1930 року замок Рео внесений до переліку історичних пам’яток. 

## Історія
Замок Шато де Рео у XIV столітті належав Аморі По, згодом його власницею була Жанна Монтежан, графиня Сансер, Антуан де Брей, а також Жиль де Брі у 1455 році. 
Зруйнований в XV столітті, замок був придбаний дідом Жана Брісонне, першим мером міста Тур. 

Замок у сьогоднішньому вигляді був побудований на місці старого замку онуком Жана Брісонне, сином Гійома Брісонне.
У замку мешкав Тібо де Лонгжу, а згодом його нащадки, родина Таво. 

Після шлюбу у 1595 році замок перейшов у власність родини де Ла Беродьєр.
Франсуа де Ла Беродьєр отримує замок у спадок, і в 1650  році продає його за 115 тисяч ліврів  письменнику, поету й автору-мемуаристу «Цікавих історій» Таллеману де Рео, який оселяється в ньому. Замок носить ім'я поета починаючи з 30 липня 1653  року, за клопотанням мемуариста та згідно дозволу наданому у патентному листі короля.

## Галерея сучасного мистецтва (постійно діюча експозиція)
У Шато де Рео було відкрито картинну галерею (постійно діюча експозиція) присвячену темі жіночих і чоловічих ніжок під назвою «Ніжки жінок та чоловіків у мистецтві початку третього тисячоліття». Головною метою проекту є «спонукати майстрів пензля до творчих пошуків і просунути завдяки темі виставки головний сюжет творів».
До картинної галереї входять 760 робіт 530 художників із понад 40 країн. Картини були відібрані у підсумку міжнародного конкурсу, який було оголошено у 2007 році. Виставка була створена в рамках підготовки до святкування 600-тої річниці заснування Шато де Рео. Галерея сучасного мистецтва Замку Шато де Рео була нагороджена дипломом «За заслуги та відданість мистецтву» від Академії Mazarine. Виставка картин відкрита для індивідуальних і колективних відвідувань (у тому числі екскурсії з гідами) протягом усього року. 
Відбір картин відбувався відповідно до чотирьох запропонованих варіантів головної теми:
- «Класичні чарівні» ніжки 3-ого тисячоліття
- Гумористичний або сатиричний погляд на сучасні ніжки
- Еволюція чоловічих ніжок до нашого часу
- Чотири ніжки двох осіб в одному творі

Серед великої кількості художників, які надіслали свої роботи, в експозиції взяли участь: Беатріс Ле Лімантур [Архівовано 24 жовтня 2014 у Wayback Machine.], Костянтин Алтунін, Анналіза Аванчіні [Архівовано 24 жовтня 2014 у Wayback Machine.], Хав'єр Азурдіа [Архівовано 16 травня 2014 у Wayback Machine.], Стефан Бюргер [Архівовано 18 грудня 2014 у Wayback Machine.], Жіслен Шират-Леонеллі [Архівовано 24 жовтня 2014 у Wayback Machine.], Сільвен Дез, Джованні Фачіоллі [Архівовано 24 жовтня 2014 у Wayback Machine.], Єва Феллнер [Архівовано 4 листопада 2014 у Wayback Machine.], Ольга Глумчер [Архівовано 17 грудня 2014 у Wayback Machine.], Мел Рамос, і багато інших митців.

## Флора і фауна
Навколо замку Шато де Рео розбито великий парк з зеленими насадженнями. Тут представлені різні види дерев. Замок оточений ровом, заповненим водою, де плаває риба (карасі та коропи). Також на водній поверхні можна побачити птахів: чорних лебедів і диких качок.

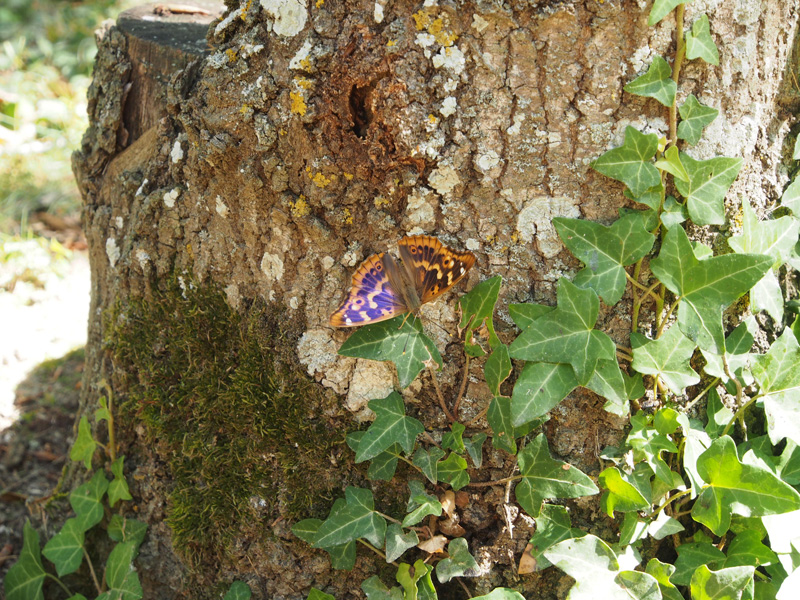
Метелик у парку замку Шато де Рео
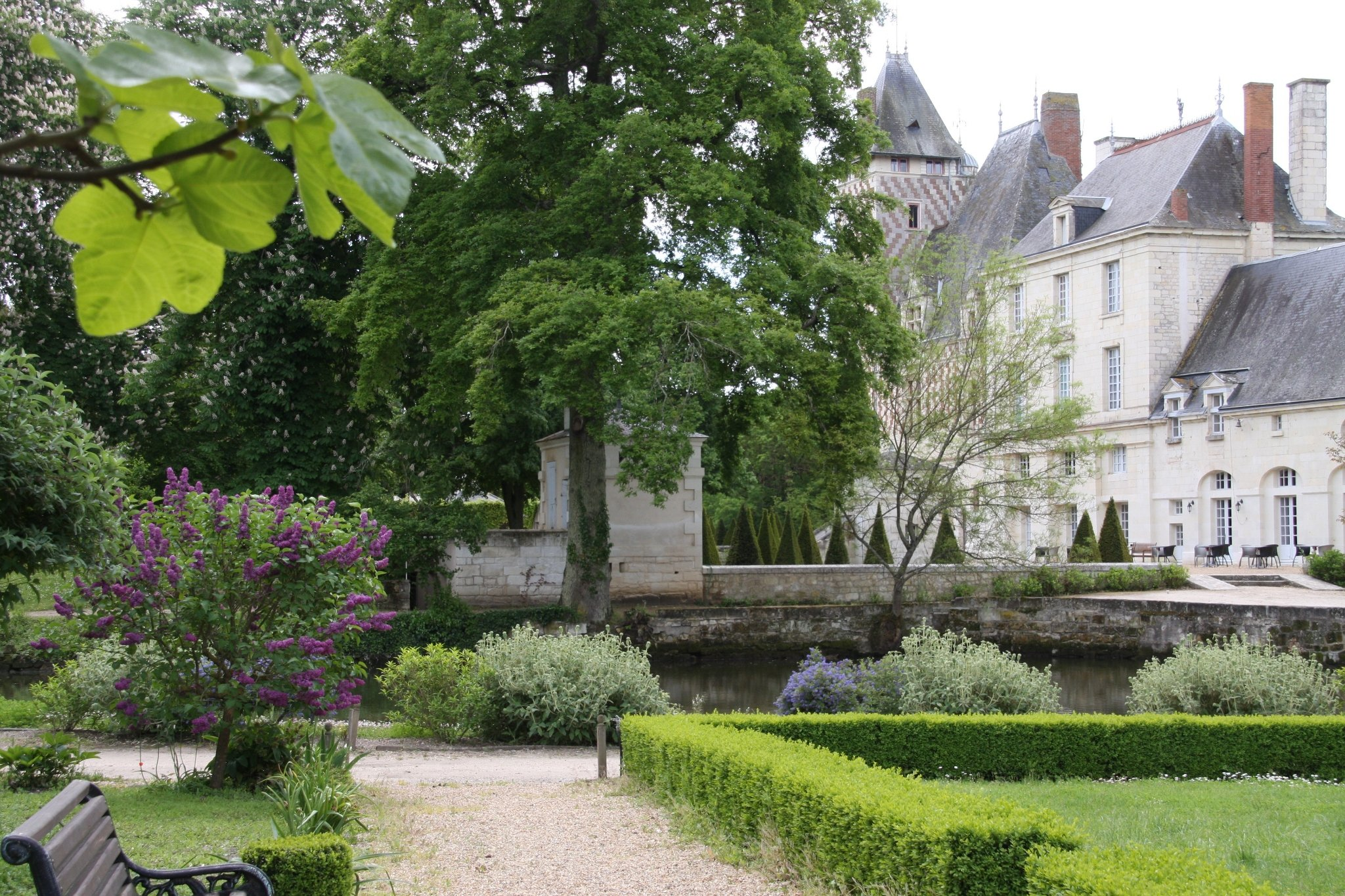
Бузок у парку Жана Брісонне
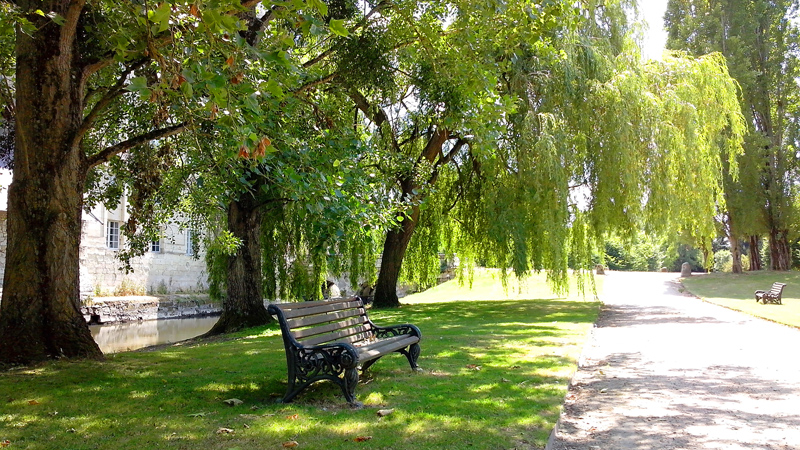
Верба у парку Жана Брісонне
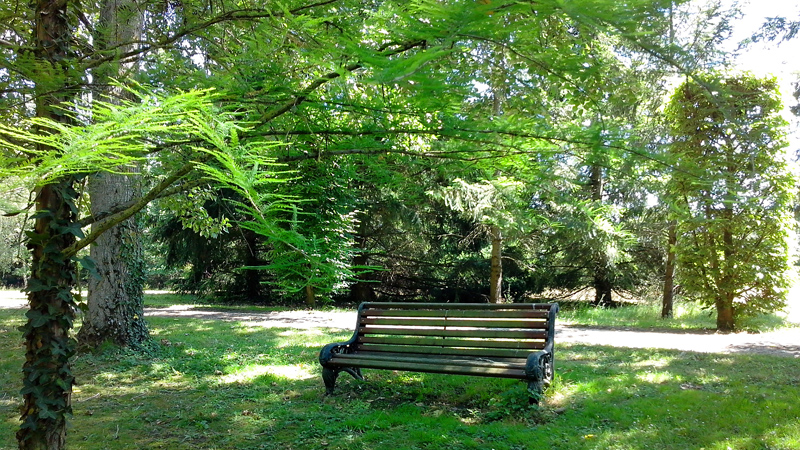
Парк замку Шато де Рео
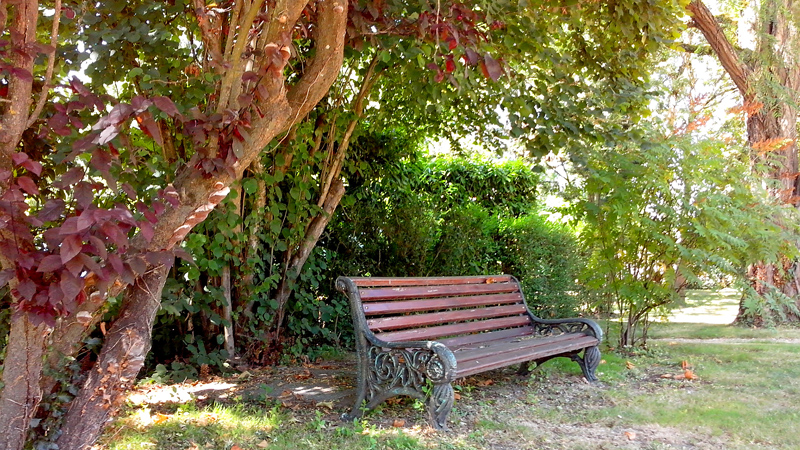
Лавка у парку Жана Брісонне
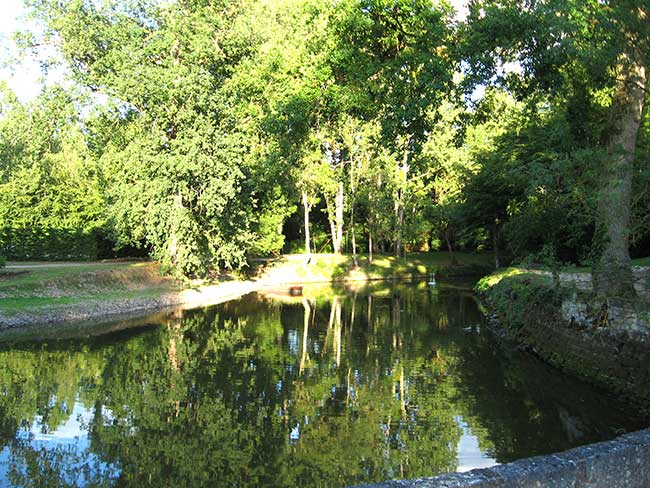
Став у парку замку Шато де Рео

## Зображення

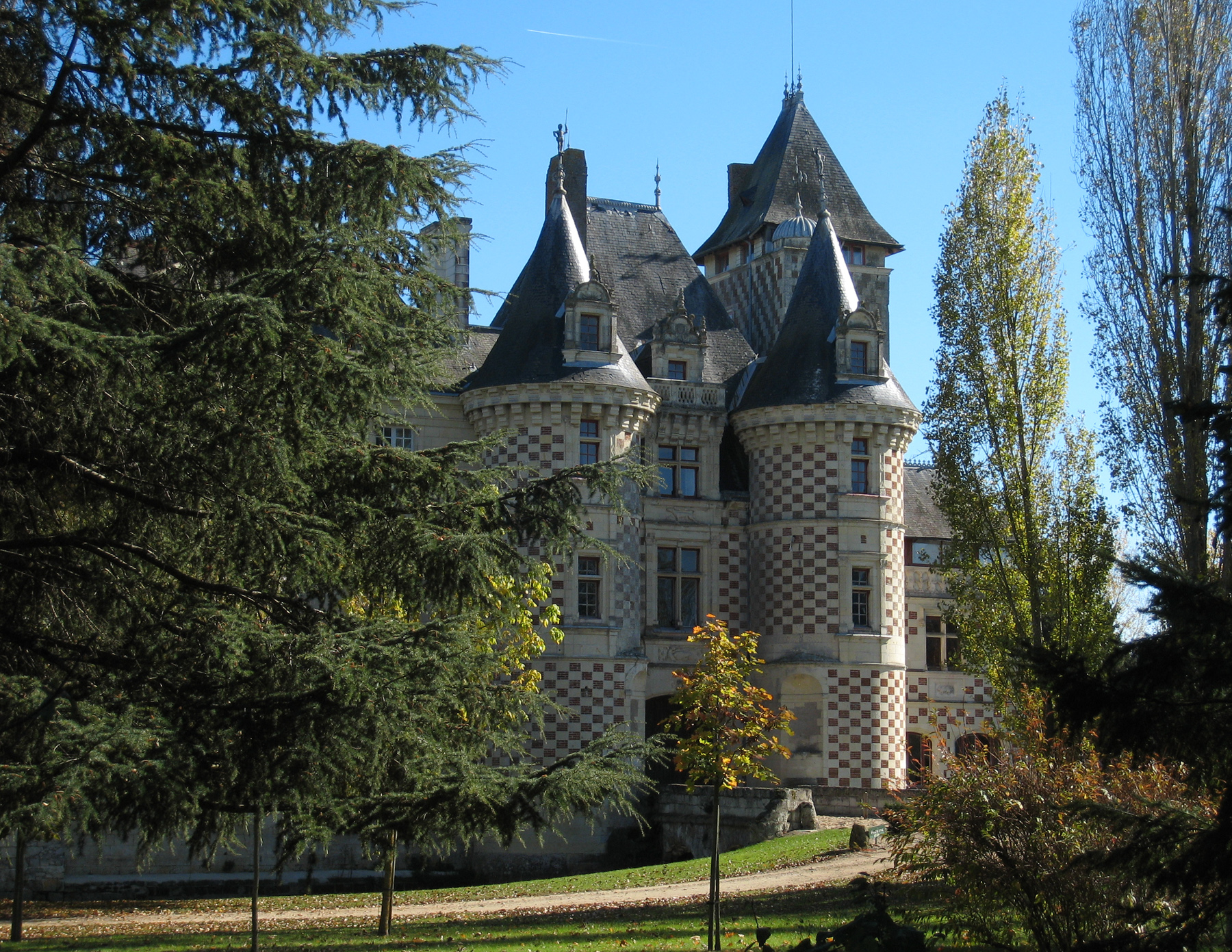
Замок Шато де Рео, вигляд з прилеглого парку
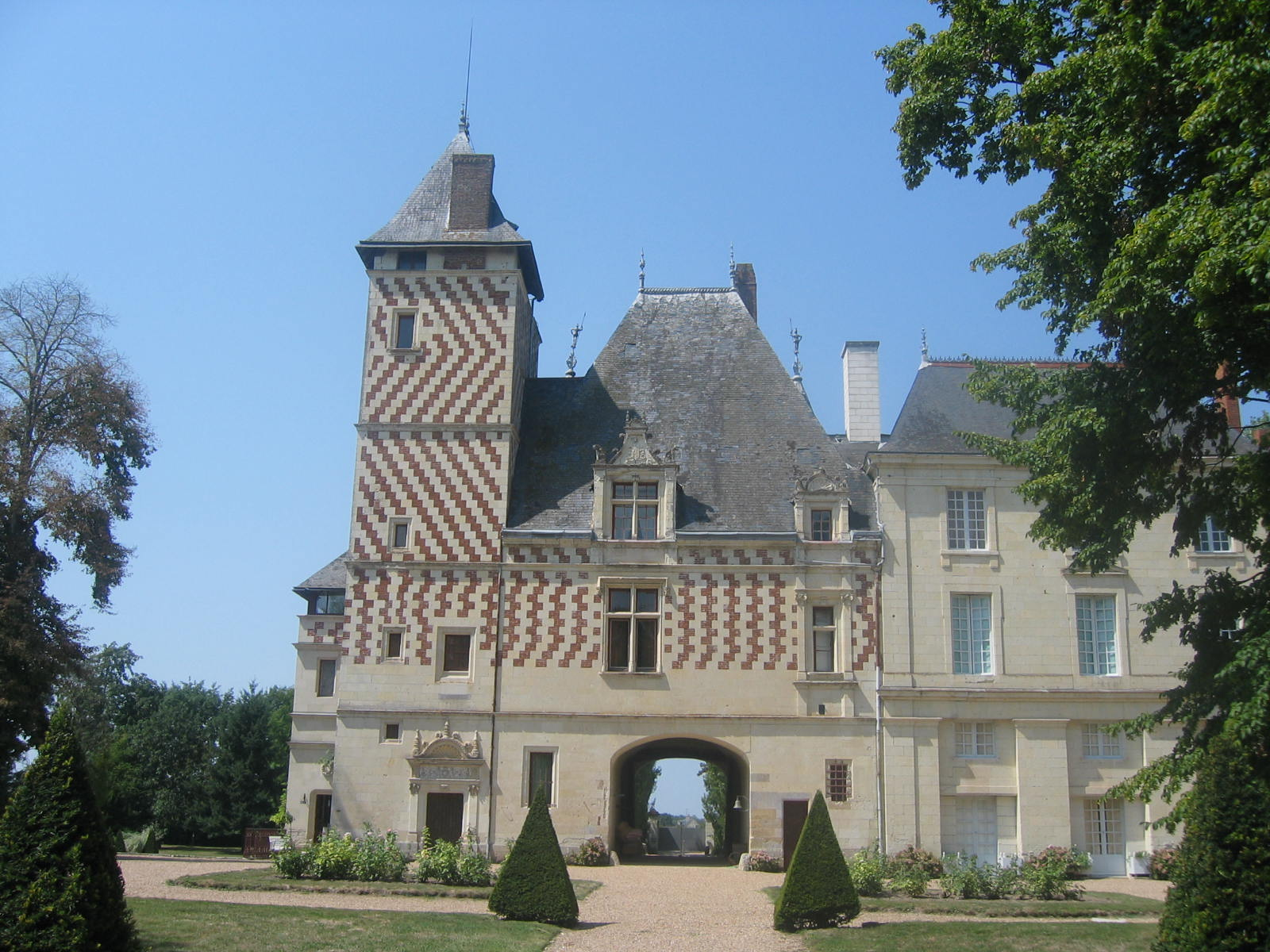
Замок Шато де Рео.
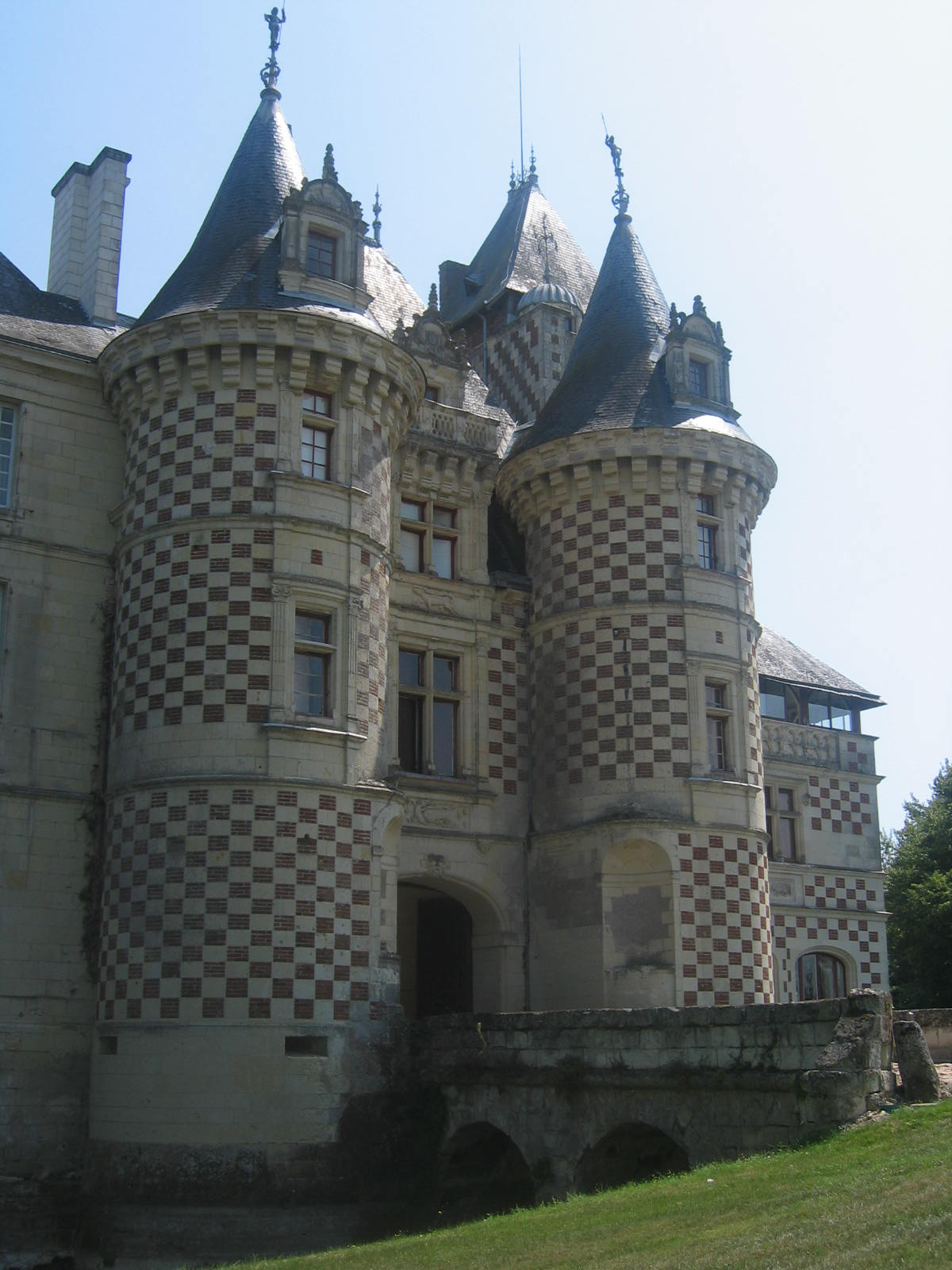
Замок Шато де Рео

## Зовнішні посилання
- Офіційний сайт Шато де Рео українською мовою [Архівовано 25 травня 2016 у Wayback Machine.]
- Офіційний сайт художниці Беатріс Ле Лімантур [Архівовано 24 жовтня 2014 у Wayback Machine.]
- Офіційний сайт художника Хав'єр Азурдіа [Архівовано 16 травня 2014 у Wayback Machine.]
- Офіційний сайт художниці Жіслен Шират-Леонеллі [Архівовано 24 жовтня 2014 у Wayback Machine.]
- Офіційний сайт художника Сільвен Дез
- Офіційний сайт художника Джованні Фачіоллі [Архівовано 24 жовтня 2014 у Wayback Machine.]
- Офіційний сайт художниці Єва Феллнер [Архівовано 4 листопада 2014 у Wayback Machine.]
- Офіційний сайт художниці Ольга Глумчер [Архівовано 17 грудня 2014 у Wayback Machine.]
- Інтернет-сторінка Галереї на сайті Шато де Рео [Архівовано 16 травня 2021 у Wayback Machine.]